# NextEra Energy
NextEra Energy, est une entreprise américaine présente dans l'énergie. Sa principale filiale est NextEra Energy Resources, est le nouveau nom de Florida Power & Light, acquis en 2009

## Histoire
En décembre 2014, NextEra Energy acquit l'entreprise Hawaiian Electric, qui produit la quasi-totalité de l'électricité de l'archipel d'Hawaï, pour 2,63 milliards de dollars. Via cette opération Hawaiian Electric se sépare de ses activités bancaires.
En juillet 2016, NextEra Energy annonce l'acquisition pour 18,4 milliards de dollars de Energy Future Holdings et de ses filiales Oncor Electric Delivery et TXU Energy. Energy Future Holdings s'était mis en faillite en 2014, de par son impossibilité de surmonter la dette de 42 milliards de dollars liée à son acquisition par KKR, TPG Capital et Goldman Sachs. En octobre 2016, NextEra Energy annonce acquérir la participation de 20 % qu'il ne détient pas dans Oncor Electric Delivery pour 2,4 milliards de dollars. En parallèle, toujours à la fin octobre/début novembre, NextEra Energy annonce la vente de ses activités dans la fibre optique à Crown Castle International pour 1,5 milliard de dollars. L'offre est cependant empêché par les autorités régulatrices du Texas.
En mai 2018, NextEra Energy annonce l'acquisition de presque toutes les activités en Floride de Southern Company pour 5,08 milliards de dollars,.
En septembre 2019, NextEra Energy Partners annonce l'acquisition de Meade Pipeline, copropriétaire de la Central Penn Line, pour 1,37 milliard de dollars.

## Activités
NextEra Energy opère dans 27 états aux États-Unis ainsi que dans quatre provinces canadiennes et emploie 14 300 personnes pour une production électrique totale de 45 GW. En 2015, la production électrique se répartissait entre le nucléaire (27 %), le gaz naturel (27 %), l'éolien (42 %), le solaire (3 %) et le pétrole (1 %). L'entreprise revendique être le premier producteur d'énergie éolienne aux États-Unis avec une production de 13 852 MW. Le principal marché de NewEra Energy se situe en Floride, où sa filiale Florida Power & Light Company compte 4,9 millions de clients.
Via ses filiales, NextEra Energy opère 4 centrales nucléaires pour un total de 2 721 MW :
- Seabrook (New Hampshire) : 1 100 MW ;
- Duane Arnold (Iowa) : 431 MW
- Point Beach Unit no 1 (Wisconsin) : 595 MW
- Point Beach Unit no 2 (Wisconsin) : 595 MW

L'ensemble de la production nucléaire qui répond à la consommation de 2 millions de clients.
L'entreprise possède 61,6 % d' un ensemble de pipelines dédiés au gaz naturel en Floride, d'une longueur de 872 km. En 2017, elle commence la construction d'un nouveau pipeline d'une longueur de 815 km, appelé "Sabal trail". Cette installation partira du sud de l'Alabama pour rejoindre la Floride.